# Quêssua
Quêssua é uma cidade e município angolano que se localiza na província de Malanje.
Anteriormente território do município de Malanje, em 5 de setembro de 2024 foi criada como cidade e município da província de Malanje.
Quêssua faz referência a dois dos principais referenciais geográficos do município, o rio Quêssua e a serra Quêssua.
O município é constituído apenas pela comuna-sede, equivalente à cidade de Quêssua. Na verdade a cidade de Quêssua é separada da de Malanje somente pelos vales dos rios Malanje e Candimba. Anteriormente correspondente aos bairros de Carreira de Tiro, Quêssua-Vila, Centralidade Norte, Caizuri e Quipacaça, a nova cidade de Quêssua forma uma zona geograficamente conurbada com a cidade de Malanje, a virtual "Região Metropolitana de Malanje". 